# Slowenische Eishockeynationalmannschaft der Frauen
Die slowenische Eishockeynationalmannschaft der Frauen ist die nationale Eishockey-Auswahlmannschaft Sloweniens. Sie liegt in der aktuellen IIHF-Weltrangliste von 2010 auf dem 19. Platz und spielt bei der WM 2011 in der sog. D-Weltmeisterschaft (offiziell: Division III).

## Geschichte
Die slowenische Eishockeynationalmannschaft der Frauen wurde 2001 gegründet und nimmt seit der WM im selben Jahr an internationalen Wettbewerben teil. Ihr bislang größter Erfolg bei einer Weltmeisterschaft war der fünfte Platz der Division II bei ihrer WM-Premiere. Dieser Platz reichte dennoch nicht zum Klassenerhalt und die Mannschaft musste in die im folgenden Jahr neu gegründete Division III absteigen. Bei der WM 2005 gelang dem Team der Aufstieg in die Division II, bei der nächsten WM zwei Jahre später folgte jedoch der sofortige Wiederabstieg.

## Platzierungen

### Weltmeisterschaften
- 2001 – 5. Platz Qualifikation zur Division II
- 2003 – 2. Platz Division III
- 2004 – 2. Platz Division III
- 2005 – 1. Platz Division III (Aufstieg in die Division II)
- 2007 – 6. Platz Division II (Abstieg in die Division III)
- 2008 – 2. Platz Division III
- 2011 – 4. Platz Division III
- 2012 – 5. Platz Division IIA
- 2013 – 6. Platz Division IIA (Abstieg in die Division IIB)
- 2014 – 2. Platz Division IIB
- 2015 – 1. Platz Division IIB (Aufstieg in die Division IIA)
- 2016 – 5. Platz Division IIA
- 2017 – 5. Platz Division IIA
- 2018 – 5. Platz Division IIA
- 2019 – 1. Platz Division IIA (Aufstieg in die Division IB)
- 2020–2021 – keine Austragung
- 2022 – 6. Platz Division IB
- 2023 – 4. Platz Division IB
- 2024 – 5. Platz Division IB
- 2025 – 6. Platz Division IB (Abstieg in die Division IIA)